# Silber-Salbei
Der Silber-Salbei oder Silberblatt-Salbei (Salvia argentea, Syn.: Salvia aethiopis Brot. non L., Salvia candidissima Guss. non Vahl) ist eine Pflanzenart aus der Gattung Salbei (Salvia) in der Familie der Lippenblütler (Lamiaceae).

## Beschreibung
Der Silber-Salbei ist eine krautige Pflanze mit unangenehmem Geruch. Der Stängel ist behaart und unbeblättert. Die Spreite der Laubblätter ist eiförmig und 6 bis 9 cm lang und 3 bis 6 cm breit; nach oben zu nimmt die Wolligkeit und Größe ab. 
Die Blütezeit ist Juni und Juli. Die Krone der Blüte ist weiß, manchmal rosa oder gelblich. 
Die Chromosomenzahl beträgt 2n = 22.

## Verbreitung und Standort
Der Silber-Salbei wächst im Mittelmeergebiet einschließlich Nordafrika, seltener in Frankreich; östlich reichen die Vorkommen bis Bulgarien und zur Türkei.
Als Wuchsort bevorzugt der Salbei trockenes Brachland und Wiesen. An zusagenden Standorten verbreitet er sich durch Selbstaussaat.